# Districtul Khun Yuam
Khun Yuam (în thailandeză ขุนยวม) este un district (Amphoe) din provincia Mae Hong Son, Thailanda, cu o populație de 21.479 de locuitori și o suprafață de 1.698,3 km².

## Componență
Districtul este subdivizat în 6 subdistricte (tambon), care sunt subdivizate în 45 de sate (muban).
| Nr. | Nume         | În thailandeză | Sate | Locuitori |  |
| --- | ------------ | -------------- | ---- | --------- |  |
| 1.  | Khun Yuam    | ขุนยวม          | 6    | 6823      |  |
| 2.  | Mae Ngao     | แม่เงา          | 10   | 3068      |  |
| 3.  | Mueang Pon   | เมืองปอน        | 10   | 4437      |  |
| 4.  | Mae Yuam Noi | แม่ยวมน้อย       | 8    | 2464      |  |
| 5.  | Mae Ki       | แม่กิ๊            | 5    | 1404      |  |
| 6.  | Mae Ukho     | แม่อูคอ          | 6    | 3283      |  |